# Semi Ajayi
Pour les articles homonymes, voir Ajayi.
Oluwasemilogo Adesewo Ibidapo Ajayi, dit Semi Ajayi, né le 9 novembre 1993 à Crayford (Angleterre), est un footballeur international nigérian qui évolue au poste de défenseur central à Hull City.

## Biographie

### Comme jeune joueur prometteur
Formé à Charlton Athletic, il n'arrive pas à s'imposer dans ce club. En novembre 2012, il est prêté à Dartford.
En septembre 2015, il rejoint Arsenal. Il ne s'impose pas non plus dans ce club. Au mois de mars 2015, il est ainsi prêté à Cardiff City, jusqu'à la fin de la saison. Même s'il ne joue pas de match avec les Bludbirds, il signe un contrat avec le club gallois le 19 juin 2015.
N'arrivant toujours pas à s'imposer, il est prêté aux divisions inférieures. Le 29 septembre 2015, il est prêté à l'AFC Wimbledon, pour une durée d'un mois. 
Le 26 novembre 2015, Ajayi est ensuite prêté à Crewe Alexandra.

### Rotherham
Le 30 janvier 2017, il est prêté à Rotherham United. Il fait ses débuts sous ses nouvelles couleurs, seulement un jour après.
Le 28 mars 2017, Ajayi signe un contrat pour rejoindre, le 1er juillet 2017, Rotherham de manière permanente.
Lors de la seconde partie de la saison 2018-2019, il se met en évidence avec Rotherham, inscrivant sept buts en D2 anglaise. Il marque un doublé lors de la réception des Blackburn Rovers le 2 mars 2019 (victoire 3-2), puis un second doublé le 13 mars, lors d'un déplacement sur la pelouse des Queens Park Rangers (victoire 1-2).

### West Bromwich Albion
Le 20 juillet 2019, Ajayi s'engage pour quatre ans avec West Bromwich Albion,.

### En équipe nationale
Le 8 septembre 2018, il honore sa première sélection avec l'équipe du Nigeria lors d'un match contre les Seychelles. Ce match gagné 0-3 rentre dans le cadre des éliminatoires de la Coupe d'Afrique des nations 2019.
Semi Ajayi dispute sa première compétition internationale lors de la Coupe d'Afrique des nations 2021.
Le 29 décembre 2023, il est retenu dans la liste des vingt-cinq joueurs nigérians sélectionnés par José Peseiro pour disputer la Coupe d'Afrique des nations 2023.